# HMS E50
Pour les articles homonymes, voir E50.
Le HMS E50 est un sous-marin britannique de classe E construit pour la Royal Navy par John Brown & Company à Clydebank. Il est lancé le 13 novembre 1916 et mis en service le 23 janvier 1917. Le 19 mars 1917, le E50 a été endommagé lors d’une collision avec le sous-marin UC-62 de la marine impériale allemande alors qu’il naviguait en immersion en mer du Nord au large du bateau-phare du banc de Noordhinder. Le E50 a été perdu le 1er février 1918, et on croyait autrefois qu’il avait heurté une mine en mer du Nord au large du bateau-phare South Dogger. En 2011, son épave a été retrouvée par une expédition danoise beaucoup plus près de la côte danoise, à 65 milles nautiques à l’ouest de Nymindegab.

## Conception
Comme tous les sous-marins de la classe E postérieurs au E8, le E50 avait un déplacement de 662 tonnes longues (730 tonnes courtes) en surface et de 807 tonnes longues (890 tonnes courtes) en immersion. Il avait une longueur totale de 55 m et un maître-bau de 6,92 m. Il était propulsé par deux moteurs Diesel Vickers huit cylindres à deux temps de 800 chevaux (600 kW) et moteurs électriques deux moteurs électriques de 420 chevaux (310 kW),.
Le sous-marin avait une vitesse maximale de 16 nœuds (30 km/h) en surface et de 10 nœuds (19 km/h) en immersion. Les sous-marins britanniques de la classe E avaient une capacité en carburant de 50 tonnes longues (55 tonnes courtes) de gazole, et une autonomie de 2 829 milles marins (5 238 km) lorsqu’ils faisaient route à 10 nœuds (19 km/h). Ils pouvaient naviguer sous l’eau pendant cinq heures en se déplaçant à 5 nœuds (9,3 km/h).
Le E50 était armé d’un canon de pont de 12 livres QF (Quick Firing) de 3 pouces (76 mm) monté vers l’avant du kiosque. Il avait cinq tubes lance-torpilles de 18 pouces (457 mm), deux à l’avant, un de chaque côté à mi-longueur du navire et un à l’arrière. Au total, 10 torpilles étaient emportées à bord.
Les sous-marins de la classe E avaient la télégraphie sans fil d’une puissance nominale de 1 kilowatt. Sur certains sous-marins, ces systèmes ont par la suite été mis à niveau à 3 kilowatts en retirant un tube lance-torpilles du milieu du navire. Leur profondeur maximale de plongée théorique était de 100 pieds (30 mètres). Cependant, en service, certaines unités ont atteint des profondeurs supérieures à 200 pieds (61 mètres). Certains sous-marins contenaient des oscillateurs Fessenden.
Leur équipage était composé de trois officiers et 28 hommes.

## Récupération et commémoration
Le kiosque du E50 était dans un très mauvais état, quand il a été redécouvert par une expédition danoise en 2011. Le kiosque était déjà arraché de la coque et était couchée isolément sur le fond marin, gravement endommagé par des filets de pêche lourds. L’équipe danoise a décidé de renflouer les restes du navire afin d’éviter leur destruction complète, et ils ont pu le faire dans le respect du droit international.

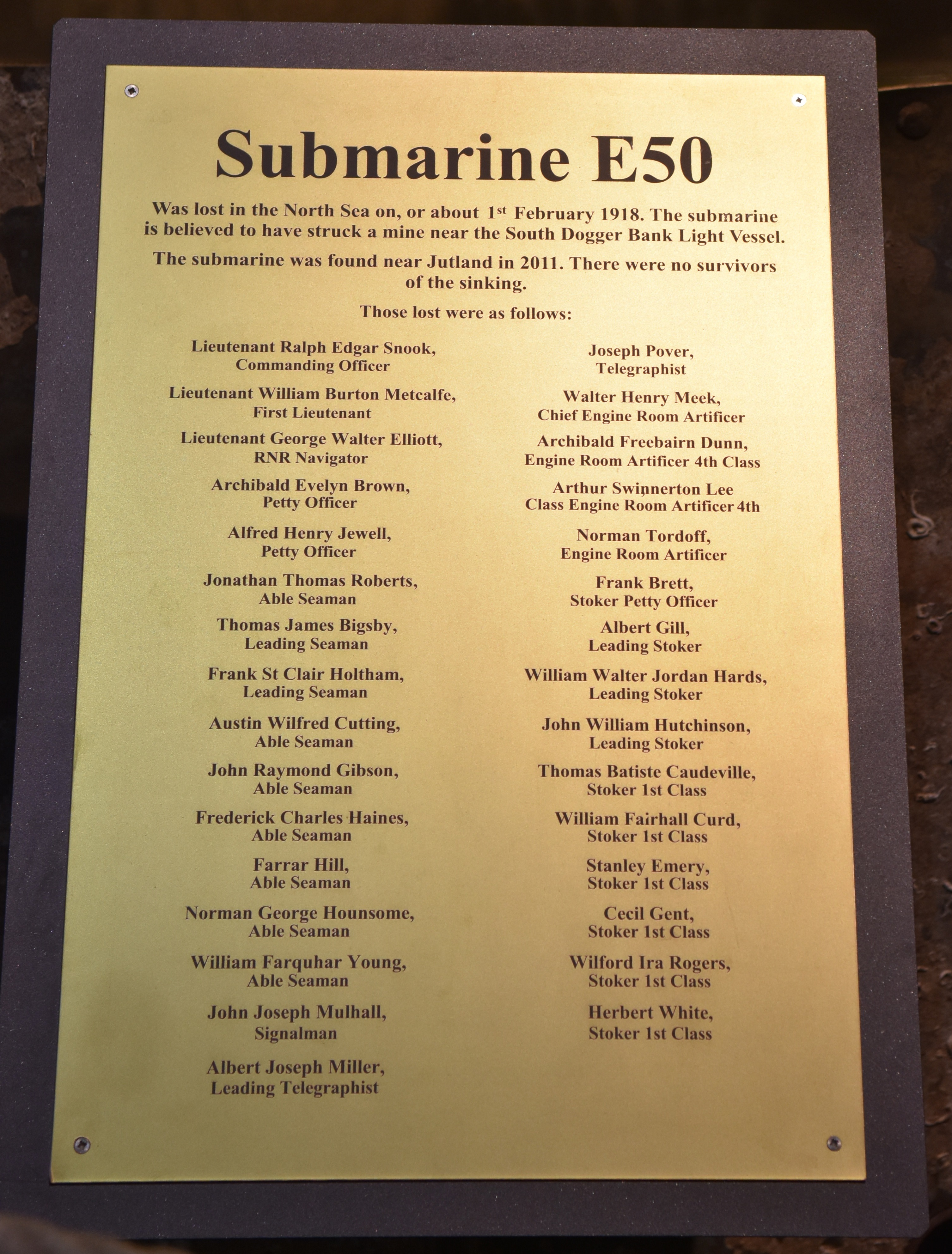
La plaque commémorative avec les noms des hommes qui ont péri avec le HMS E50

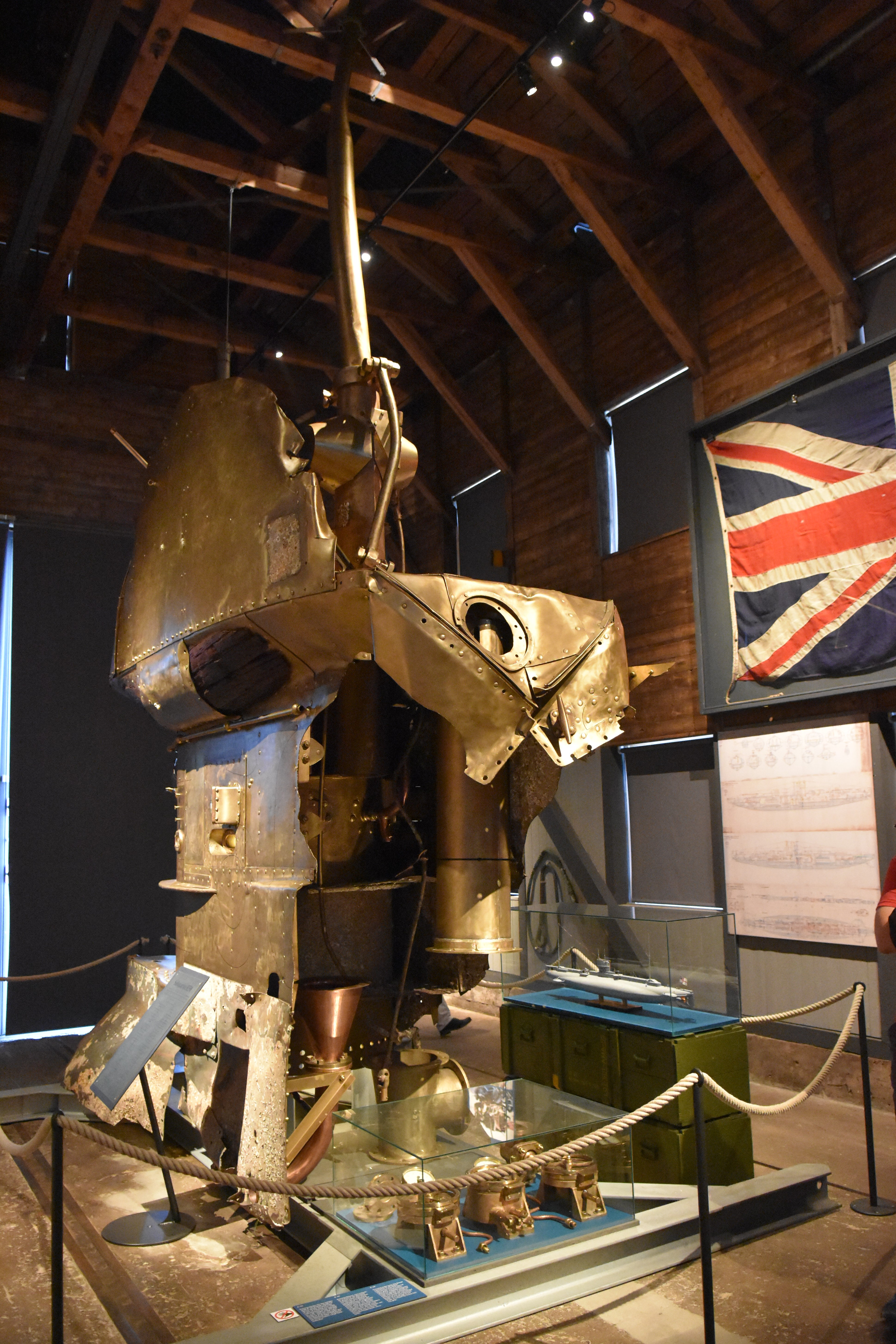
Le kiosque du HMS E50, avec les dommages causés par les engins de pêche clairement visibles

Par la suite, le kiosque a fait l’objet d’une restauration très complète, et depuis 2015, il est exposé au Musée de la Guerre navale du Jutland de Thyborøn, où les 31 hommes qui ont perdu la vie dans le sous-marin sont également commémorés sur une plaque devant le kiosque.